# League of Legends Championship Pacific
Le League of Legends Championship Pacific (LCP) est la plus haute division de la scène professionnelle de League of Legends dans la région Asie-Pacifique. Riot Games, en association avec Carry International, a annoncé le 29 septembre 2024 la création d'une nouvelle ligue. Le championnat est composé de huit équipes : quatre équipes partenaires et quatre équipes invitées. Ces quatre équipes invitées devront mettre à la fin de la saison leur place en jeu, face à des équipes venant du Pacific Championship Series, de la League of Legends Japan League, du Vietnam Championship Series ou encore des Wildcards,.
Le LCP utilise un format en trois segments. Le premier, le Season Kickoff, permet à la meilleure équipe de se qualifier au First Stand. S'ensuit le Mid Season, où cette fois-ci deux équipes seront qualifiées pour le Mid-Season Invitational. Enfin, le Season Finals permettra aux trois équipes les mieux positionnées de se rendre au Championnat du monde de League of Legends. Les matchs sont joués depuis les studios Riot Games de Taipei.

## Histoire
Le 11 juin 2024, Riot Games sort un article, "LoL Esports : Vers un avenir plus radieux", parlant de l'évolution de la scène compétitive de League of Legends en 2025. Ils y évoquent la création d'un nouvel événement international, le First Stand, ainsi que la création du LCP. Ils annoncent une ligue composée de huit équipes : quatre équipes partenaires et quatre équipes invitées, où les quatre équipes invitées devront mettre leur place en jeu lors d'un tournoi de promotion/relégation.

## Format
La ligue utilise un format composé de trois segments : le Season Kickoff, le Mid Season et le Season Finals. Chaque segment possède ses spécificités, avec toutefois une nouveauté commune : l'arrivée de la Fearless Draft, qui était initialement prévue uniquement pour le premier segment de l'année, mais qui sera au final conservée jusqu'à la fin de la saison 2025.
Le premier segment débute par une saison régulière, durant quatre semaines. Chaque équipe affronte les autres une fois dans un tournoi toutes rondes. Un total de sept matchs seront joués par équipe, où chacun des matchs est en deux manches gagnantes (BO3). Les six meilleures équipes iront en playoffs. Les équipes s'affrontent d'abord dans des matchs en deux manches gagnantes, puis les trois meilleures équipes jouent des matchs en trois manches gagnantes (BO5). L'équipe qui remportera la finale sera couronnée championne du LCP, et se rendra au First Stand.
Le Mid Season commence par une saison régulière consistant en sept semaines de jeu, où chaque équipe s'affronte deux fois, pour un total de quatorze rencontres, dans des matchs en une manche gagnante (BO1). Les six meilleures équipes accèdent aux playoffs, où les matchs seront disputés en deux manches gagnantes, puis en trois manches gagnantes. Les deux équipes finalistes obtiendront une place pour le Mid-Season Invitational, et la meilleure d'entre elles le titre de champion du LCP.
Le Season Finals sépare les huit équipes en deux groupes et la saison régulière en deux phases. Les quatre meilleures équipes du Mid Season sont placées dans le groupe Contender, tandis que les quatre autres sont dans le groupe Breakout. Durant la première phase, les équipes des deux groupes s'affrontent entre elles dans des matchs en deux manches gagnantes (BO3), pour un total de trois rencontres. Puis intervient le Group Breaker. Les deux meilleures équipes du groupe Breakout devront affronter les deux équipes les moins bien placées du groupe Contender. Les deux matchs seront également en deux manches gagnantes, et les vainqueurs de ces rencontres rejoindront le groupe Contender. Les deux autres iront dans le groupe Breakout. La seconde phase commence alors, dans des matchs en deux manches gagnantes où les équipes de chaque groupe vont s'affronter. Les équipes du groupe Contender ainsi que les deux meilleures équipes du groupe Breakout pourront aller en playoffs. Les matchs disputés sont en deux manches gagnantes, puis en trois manches gagnantes ; les trois meilleures équipes obtiennent une place au Championnat du monde de League of Legends, tandis que l'équipe remportant la finale sera championne du LCP.

## Équipes
| Équipe                 | Joueurs                        | Joueurs                      | Joueurs                 | Joueurs                     | Joueurs                     | Entraîneur(s)            |
| Équipe                 | Toplaner                       | Jungler                      | Midlaner                | AD Carry                    | Support                     | Entraîneur(s)            |
| ---------------------- | ------------------------------ | ---------------------------- | ----------------------- | --------------------------- | --------------------------- | ------------------------ |
| Chiefs Esports Club    | BioPanther (Brandon Alexander) | Whynot (Raaz Alfassi Berman) | JimieN (Tseng Hao-Chun) | Slayder (Nguyễn Linh Vương) | Luon (Lee Hyun-ho)          | Ceres (Evan Mascarenhas) |
| Chiefs Esports Club    | BioPanther (Brandon Alexander) | Whynot (Raaz Alfassi Berman) | JimieN (Tseng Hao-Chun) | Slayder (Nguyễn Linh Vương) | Luon (Lee Hyun-ho)          | Jellal (Kevin Yu)        |
| CTBC Flying Oyster     | Driver (Shen Tsung-Hua)        | JunJia (Yu Chun-Chia)        | HongQ (Tsai Ming-Hong)  | Doggo (Chiu Tzu-Chuan)      | Kaiwing (Ling Kai Wing)     | Chawy (Wong Xing Lei)    |
| CTBC Flying Oyster     | Rest (Hsu Shih-Chieh)          | JunJia (Yu Chun-Chia)        | HongQ (Tsai Ming-Hong)  | Doggo (Chiu Tzu-Chuan)      | Kaiwing (Ling Kai Wing)     | Wulala (Liu Sheng-Wei)   |
| DetonatioN FocusMe     | RayFarky (Minato Shinohara)    | Citrus (Byeon Ji-woong)      | Aria (Lee Ga-eul)       | Kakkun (Kamon Nomoto)       | Harp (Lee Ji-yoong)         | Paz (Shirou Sasaki)      |
| DetonatioN FocusMe     | RayFarky (Minato Shinohara)    | Citrus (Byeon Ji-woong)      | Aria (Lee Ga-eul)       | Milan (Ryo Nakamoto)        | Harp (Lee Ji-yoong)         | Gismo (Haruhiko Aoki)    |
| Fukuoka SoftBank HAWKS | Evi (Shunsuke Murase)          | Courage (Jeon Hyun-min)      | FATE (Yoo Su-hyeok)     | Marble (Rei Shimaya)        | Gaeng (Yang Gwang-woo)      | Moment (Kim Ji-hwan)     |
| Fukuoka SoftBank HAWKS | YellowYoshi (Yoshiki Fujimoto) | Yohan (Kim Yo-han)           | FATE (Yoo Su-hyeok)     | Marble (Rei Shimaya)        | Gaeng (Yang Gwang-woo)      | Gamin (Ga Min-joon)      |
| GAM Esports            | Kiaya (Trần Duy Sang)          | Levi (Đỗ Duy Khánh)          | Aress (Hồ Văn Vĩ Đại)   | Artemis (Trần Quốc Hưng)    | Elio (Phạm Thạch Nhân Băng) | Archie (Trần Minh Nhựt)  |
| GAM Esports            | Kiaya (Trần Duy Sang)          | Levi (Đỗ Duy Khánh)          | Emo (Nguyễn Thái Vinh)  | EasyLove (Hứa Thành An)     | XuHao (Bùi Hoàng Sơn Vương) | Hype (Trần Hữu Toàn)     |
| MGN Vikings Esports    | Kratos (Ngô Đức Khánh)         | Guri (Lương Hải Long)        | Kati (Đặng Thanh Phê)   | Sty1e (Mai Hoàng Sơn)       | SiuLoong (Nguyễn Hoàng Lam) | SofM (Lê Quang Duy)      |
| MGN Vikings Esports    | Kratos (Ngô Đức Khánh)         | Guri (Lương Hải Long)        | Chika (Võ Lê Nhân)      | Shogun (Nguyễn Văn Huy)     | SiuLoong (Nguyễn Hoàng Lam) | Hankay (Huỳnh Tấn Đạt)   |
| PSG TALON              | Azhi (Huang Shang-Jhih)        | Karsa (Hung Hao-Hsuan)       | FoFo (Chu Chun-Lan)     | Betty (Lu Yu-Hung)          | Woody (Lin Yu-En)           | CorGi (Cheng Pin-Lun)    |
| PSG TALON              | Azhi (Huang Shang-Jhih)        | Karsa (Hung Hao-Hsuan)       | FoFo (Chu Chun-Lan)     | Betty (Lu Yu-Hung)          | Woody (Lin Yu-En)           | Zero (Chung Chen-Hua)    |
| Team Secret Whales     | Pun (Nguyễn Đăng Khoa)         | Hizto (Lê Văn Hoàng Hải)     | Dire (Trần Duy Đức)     | Eddie (Hoàng Công Nghĩa)    | Taki (Đinh Anh Tài)         | Naul (Võ Thành Luân)     |
| Team Secret Whales     | Steller (Lê Quang Bình)        | Hizto (Lê Văn Hoàng Hải)     | Dire (Trần Duy Đức)     | Eddie (Hoàng Công Nghĩa)    | Taki (Đinh Anh Tài)         | Ciel (Trần Tiến Thịnh)   |

1. 1 2 3 4  Les équipes occupent un slot d'invités. Elles sont susceptibles de changer suite au tournoi de promotion/relégation en fin d'année.
2. ↑  À partir du Season Finals 2025, TALON s'associe au Paris Saint-Germain Esports[5].

## Résultats
| Année | Segment        | Champion               | Finaliste   | Troisième           | Quatrième          |
| ----- | -------------- | ---------------------- | ----------- | ------------------- | ------------------ |
| 2025  | Season Kickoff | CTBC Flying Oyster (1) | TALON       | MGN Vikings Esports | GAM Esports        |
| 2025  | Mid Season     | CTBC Flying Oyster (2) | GAM Esports | TALON               | Team Secret Whales |
| 2025  | Season Finals  |                        |             |                     |                    |

Légende
- Qualifié pour le First Stand de l'année en cours.
- Qualifié pour le Mid-Season Invitational de l'année en cours.
- Qualifié pour les Worlds de l'année en cours.

## Saisons Passées

### 2025

#### Season Kickoff
| Classement | Équipes                | Résultats | Dotations/Conséquences     |
| 1.         | TALON                  | 6 : 1     | Qualifié pour les Playoffs |
| 2.         | CTBC Flying Oyster     | 6 : 1     | Qualifié pour les Playoffs |
| 3.         | MGN Vikings Esports    | 5 : 2     | Qualifié pour les Playoffs |
| 4.         | Team Secret Whales     | 5 : 2     | Qualifié pour les Playoffs |
| 5.         | GAM Esports            | 3 : 4     | Qualifié pour les Playoffs |
| 6.         | Fukuoka SoftBank HAWKS | 2 : 5     | Qualifié pour les Playoffs |
| 7.         | DetonatioN FocusMe     | 1 : 6     | -                          |
| 8.         | Chiefs Esports Club    | 0 : 7     | -                          |

| Classement | Équipes                | Dotations/Conséquences            |
| 1.         | CTBC Flying Oyster     | Qualifié pour le First Stand 2025 |
| 2.         | TALON                  | -                                 |
| 3.         | MGN Vikings Esports    | -                                 |
| 4.         | GAM Esports            | -                                 |
| 5.         | Fukuoka SoftBank HAWKS | -                                 |
| 6.         | Team Secret Whales     | -                                 |

#### Mid Season
| Classement | Équipes                | Résultats | Dotations/Conséquences     |
| 1.         | CTBC Flying Oyster     | 7 : 0     | Qualifié pour les Playoffs |
| 2.         | Team Secret Whales     | 5 : 2     | Qualifié pour les Playoffs |
| 3.         | TALON                  | 5 : 2     | Qualifié pour les Playoffs |
| 4.         | GAM Esports            | 4 : 3     | Qualifié pour les Playoffs |
| 5.         | MGN Vikings Esports    | 4 : 3     | Qualifié pour les Playoffs |
| 6.         | Fukuoka SoftBank HAWKS | 2 : 5     | Qualifié pour les Playoffs |
| 7.         | DetonatioN FocusMe     | 1 : 6     | -                          |
| 8.         | Chiefs Esports Club    | 0 : 7     | -                          |

| Classement | Équipes                | Dotations/Conséquences                         |
| 1.         | CTBC Flying Oyster     | Qualifié pour le MSI 2025, qualifié pour l'EWC |
| 2.         | GAM Esports            | Qualifié pour le MSI 2025, qualifié pour l'EWC |
| 3.         | TALON                  | -                                              |
| 4.         | Team Secret Whales     | -                                              |
| 5.         | Fukuoka SoftBank HAWKS | -                                              |
| 6.         | MGN Vikings Esports    | -                                              |

## Palmarès

### Meilleurs joueurs
| Année | Segment        | MVP                       | Rôle     | Équipe             |
| ----- | -------------- | ------------------------- | -------- | ------------------ |
| 2025  | Season Kickoff | Yu « JunJia » Chun-Chia   | Jungler  | CTBC Flying Oyster |
| 2025  | Mid Season     | Shen « Driver » Tsung-Hua | Toplaner | CTBC Flying Oyster |
| 2025  | Season Finals  | -                         | -        | -                  |

### Meilleurs jeunes
| Année | Segment        | MVP                      | Rôle     | Équipe             |
| ----- | -------------- | ------------------------ | -------- | ------------------ |
| 2025  | Season Kickoff | Tsai « HongQ » Ming-Hong | Midlaner | CTBC Flying Oyster |
| 2025  | Mid Season     | -                        | -        | -                  |
| 2025  | Season Finals  | -                        | -        | -                  |

### All Pro Team
La All Pro Team récompense les cinq meilleurs joueurs à leurs postes.
| Année | Segment        | Toplaner                 | Jungler                 | Midlaner                 | AD Carry                 | Support                       |
| ----- | -------------- | ------------------------ | ----------------------- | ------------------------ | ------------------------ | ----------------------------- |
| 2025  | Season Kickoff | Ngô « Kratos » Đức Khánh | Yu « JunJia » Chun-Chia | Tsai « HongQ » Ming-Hong | Lu « Betty » Yu-Hung     | Nguyễn « SiuLoong » Hoàng Lam |
| 2025  | Season Kickoff | MGN Vikings Esports      | CTBC Flying Oyster      | CTBC Flying Oyster       | TALON                    | MGN Vikings Esports           |
| 2025  | Mid Season     | Trần « Kiaya » Duy Sang  | Đỗ « Levi » Duy Khánh   | Tsai « HongQ » Ming-Hong | Chiu « Doggo » Tzu-Chuan | Ling « Kaiwing » Kai Wing     |
| 2025  | Mid Season     | GAM Esports              | GAM Esports             | CTBC Flying Oyster       | CTBC Flying Oyster       | CTBC Flying Oyster            |
| 2025  | Season Finals  | -                        | -                       | -                        | -                        | -                             |
| 2025  | Season Finals  | -                        | -                       | -                        | -                        | -                             |

### Joueurs titrés en LCP
Liste des joueurs ayant remporté au moins une fois le LCP.
| Titres | Joueur                    | Rôle     | Équipe(s)          | Season Kickoff | Mid Season | Season Finals |
| ------ | ------------------------- | -------- | ------------------ | -------------- | ---------- | ------------- |
| 2      | Hsu « Rest » Shih-Chieh   | Toplaner | CTBC Flying Oyster | 2025           | 2025       | -             |
| 2      | Shen « Driver » Tsung-Hua | Toplaner | CTBC Flying Oyster | 2025           | 2025       | -             |
| 2      | Yu « JunJia » Chun-Chia   | Jungler  | CTBC Flying Oyster | 2025           | 2025       | -             |
| 2      | Tsai « HongQ » Ming-Hong  | Midlaner | CTBC Flying Oyster | 2025           | 2025       | -             |
| 2      | Chiu « Doggo » Tzu-Chuan  | AD Carry | CTBC Flying Oyster | 2025           | 2025       | -             |
| 2      | Ling « Kaiwing » Kai Wing | Support  | CTBC Flying Oyster | 2025           | 2025       | -             |

### Équipes titrées en LCP
Liste des équipes ayant remporté au moins une fois le LCP.
| Titres | Équipe             | Season Kickoff | Mid Season | Season Finals |
| ------ | ------------------ | -------------- | ---------- | ------------- |
| 2      | CTBC Flying Oyster | 2025           | 2025       | -             |